# Schnellfahrstrecke Tortona–Genua
| Streckenlänge: | 53 km                |                                                      |                                                      |
| Spurweite: | 1435 mm (Normalspur) |                                                      |                                                      |
| Stromsystem: | 3 kV =               |                                                      |                                                      |
| Maximale Neigung: | 12.5 ‰               |                                                      |                                                      |
| Streckengeschwindigkeit: | 250 km/h             |                                                      |                                                      |
| Zweigleisigkeit: | ja                   |                                                      |                                                      |
| |                      |                                                      |                                                      |
| \| \| \| aus Mailand und aus Piacenza \| \| \| \| 21,91 \| Tortona \| Tortona \| \| \| \| nach Genua via Ronco Scrivia \| \| \| \| 19,9752,91 \| Bivio/PC Tortona \| Bivio/PC Tortona \| \| \| \| nach Alessandria \| \| \| \| 47,57 \| Rivalta Scrivia \| Rivalta Scrivia \| \| \| 45,21 \| Bivio Pozzolo Formigaro \| Bivio Pozzolo Formigaro \| \| \| \| nach Novi Ligure \| \| \| \| \| Galleria Pozzolo \| \| \| \| \| Galleria Serravalle \| \| \| \| \| Bahnstrecke Turin–Genua \| \| \| \| 33,7 \| Interconnessione di Novi zur Bahnstrecke Turin–Genua \| Interconnessione di Novi zur Bahnstrecke Turin–Genua \| \| \| \| \| \| \| \| 28,74 \| PM Libarna \| PM Libarna \| \| \| \| Galleria di Valico \| \| \| \| 2,50 \| Interconessione di Voltri nach Ventimiglia \| Interconessione di Voltri nach Ventimiglia \| \| \| \| \| \| \| \| \| aus Tortona via Ronco Scrivia \| \| \| \| 0,00 \| Bivio/PC Fignio \| Bivio/PC Fignio \| \| \| \| nach Genua Piazza Principe via Genua Sampierdarena \| \| \| \| \| nach Genua Piazza Principe via Granarolo \| \| |                      |                                                      |                                                      |
| Strecke |                      | aus Mailand und aus Piacenza                         | aus Mailand und aus Piacenza                         |
| Bahnhof | 21,91                | Tortona                                              | Tortona                                              |
| Abzweig geradeaus und nach links |                      | nach Genua via Ronco Scrivia                         | nach Genua via Ronco Scrivia                         |
| Dienststation / Betriebs- oder Güterbahnhof | 19,9752,91           | Bivio/PC Tortona                                     | Bivio/PC Tortona                                     |
| Abzweig geradeaus und nach rechts |                      | nach Alessandria                                     | nach Alessandria                                     |
| Haltepunkt / Haltestelle | 47,57                | Rivalta Scrivia                                      | Rivalta Scrivia                                      |
| Dienststation / Betriebs- oder Güterbahnhof | 45,21                | Bivio Pozzolo Formigaro                              | Bivio Pozzolo Formigaro                              |
| Abzweig ehemals geradeaus und nach rechts |                      | nach Novi Ligure                                     | nach Novi Ligure                                     |
| Tunnel (Strecke außer Betrieb) |                      | Galleria Pozzolo                                     | Galleria Pozzolo                                     |
| Tunnelanfang (Strecke außer Betrieb) |                      | Galleria Serravalle                                  | Galleria Serravalle                                  |
| Kreuzung (Strecke geradeaus außer Betrieb) (im Tunnel) |                      | Bahnstrecke Turin–Genua                              | Bahnstrecke Turin–Genua                              |
| Abzweig geradeaus und von rechts (Strecke außer Betrieb) (im Tunnel) | 33,7                 | Interconnessione di Novi zur Bahnstrecke Turin–Genua | Interconnessione di Novi zur Bahnstrecke Turin–Genua |
| Tunnelende (Strecke außer Betrieb) |                      |                                                      |                                                      |
| Dienststation / Betriebs- oder Güterbahnhof (Strecke außer Betrieb) | 28,74                | PM Libarna                                           | PM Libarna                                           |
| Tunnelanfang (Strecke außer Betrieb) |                      | Galleria di Valico                                   | Galleria di Valico                                   |
| Abzweig geradeaus und nach rechts (Strecke außer Betrieb) (im Tunnel) | 2,50                 | Interconessione di Voltri nach Ventimiglia           | Interconessione di Voltri nach Ventimiglia           |
| Tunnelende (Strecke außer Betrieb) |                      |                                                      |                                                      |
| Abzweig ehemals geradeaus und von links |                      | aus Tortona via Ronco Scrivia                        | aus Tortona via Ronco Scrivia                        |
| Dienststation / Betriebs- oder Güterbahnhof | 0,00                 | Bivio/PC Fignio                                      | Bivio/PC Fignio                                      |
| Abzweig geradeaus und nach rechts |                      | nach Genua Piazza Principe via Genua Sampierdarena   | nach Genua Piazza Principe via Genua Sampierdarena   |
| Strecke |                      | nach Genua Piazza Principe via Granarolo             | nach Genua Piazza Principe via Granarolo             |

Die Schnellfahrstrecke Tortona–Genua (offizieller Name Terzo Valico dei Giovi oder vereinfacht Terzo Valico) ist eine sich in Bau befindliche Schnellfahrstrecke zwischen Tortona und Genua. Von den 53 Kilometern Neubaustrecke befinden sich 36 im Tunnel, darunter im mit 27 Kilometer längsten Eisenbahntunnel Italiens, dem Valico-Tunnel.

## Hintergrund
Die Idee eines Baus einer Neubaustrecke auf der Achse Mailand/Turin–Genua tauchte erstmals in den 1990er-Jahren auf. Als herausfordernd stellte sich wie bei den bestehenden Bahnlinien die Querung des Apennins beim Giovipass. Für diesen Zweck wird ein 27 Kilometer langer Basistunnel errichtet. Als Höchstgeschwindigkeit der 53 Kilometer langen Neubaustrecke sind 250 km/h geplant, abweichend zu anderen Schnellfahrstrecken Italiens soll die Terzo Valico mit 3000 Volt Gleichspannung anstelle 25 kV 50 Hz Wechselspannung elektrifiziert werden. Hintergrund ist, dass die Neubaustrecke als Teil der Transeuropäischen Netze (TEN) auch dem Güterverkehr der Nord-Süd-Achsen am Mont-Cenis, Lötschberg, Gotthard und Brenner zum Hafen von Genua dienen soll. Im Personenverkehr soll sich die Reisezeit zwischen Mailand und Genua von heute 1 Stunde und 39 Minuten auf nunmehr 50 Minuten reduzieren.

## Geschichte
Die Bauarbeiten begannen 2012. 2018 wurden sie infolge Vertragsstreitigkeiten zwischen der Infrastrukturbetreiberin Rete Ferroviaria Italiana (RFI) und den verantwortlichen Bauunternehmen für zwei Jahre unterbrochen. Die Durchschläge in den Tunnels waren Ende September 2020 vollbracht. Stand Juli 2025 ist die Fertigstellung auf 2027 terminiert.
Am 12. Januar 2024 wurden die ersten 8,5 Kilometer der neuen Strecke zwischen Bivio/PC Tortona (der Abzweigung von der Bahnstrecke Alessandria–Piacenza) und Bivio Pozzolo Formigaro als Teil der Wiederaufnahme des im Zuge der Bauarbeiten seit 2017 unterbrochenen Betriebs der Bahnstrecke Tortona–Novi Ligure dem Verkehr übergeben.

## Weitere Projekte im Großraum Genua
Die Neubaustrecke ist mit einer Spange mit der Bahnstrecke Genua–Ventimiglia verbunden, damit entsteht zwischen Genua-Voltri und Genua-Sampierdarena neu eine viergleisige Strecke. Im Zuge des Terzo Valico-Projektes wird zwischen den beiden Personenhauptbahnhöfen Piazza Principe und Brignole die Bahnstrecke Genua–Pisa auf sechs Gleise erweitert.